# Kyjov (Stará Ľubovňa)
Kyjov es un municipio del distrito de Stará Ľubovňa en la región de Prešov, Eslovaquia, con una población estimada a final del año 2024 de 740 habitantes.
Se encuentra ubicado al noroeste de la región, cerca del río Poprad (cuenca hidrográfica del río Vístula) y de la frontera con  Polonia.

## Demografía
| Año        | 1994 | 2004    | 2014    | 2024    |
| ---------- | ---- | ------- | ------- | ------- |
| Población  | 716  | 767     | 759     | 740     |
| Diferencia |      | +7,12 % | −1,04 % | −2,50 % |

| Año        | 2023 | 2024    |
| ---------- | ---- | ------- |
| Población  | 733  | 740     |
| Diferencia |      | +0,95 % |